# Danger biologique
Pour les articles homonymes, voir Biohazard.

Symbole international du danger biologique

Un danger biologique (ou biohazard en anglais) est la menace que fait peser un être biologique (organisme ou virus) ou une molécule (prion, biotoxine) sur la santé humaine ou les écosystèmes. La présence d'un tel risque nécessite des mesures de confinement de la source, des matériels contaminés (comme les déchets médicaux) ou vecteurs, et de protection adaptée des opérateurs. Outre les agents pathogènes (avérés ou potentiels), sont concernés les produits ayant des effets cancérogènes, mutagènes ou sur la reprotoxiques (CMR). Cela inclut aussi les substances dangereuses ou nocives aux animaux et à l'environnement. Mais il s'agit de considérer les agents d'origine biologique, pour les distinguer des substances synthétiques dont le danger est qualifié chimique (symbole Tête de mort).
Le terme de danger biologique et son symbole, qui correspond à l'Unicode U+2623 (☣), sont en général utilisés en avertissement et signifient donc qu'il faut prendre certaines précautions pour manipuler ces substances, les conditionner, les étiqueter, les stocker, et les transporter. Ceci concerne notamment les laboratoires, mais aussi les secteurs pharmaceutique ou agro-alimentaire.

## Histoire du symbole
Avant la création du symbole international du danger biologique, au début du XXe siècle, il n'y avait aucun symbole universel pour exprimer un danger de nature biologique. Par exemple, l'armée américaine utilisait un triangle bleu inversé, la Navy utilisait un rectangle rose et l'Union postale universelle utilisait un caducée blanc sur fond violet pour exprimer ce type de danger,
L'absence de norme dans ce domaine entraîna, en 1966, une équipe d'ingénieurs et de designers du groupe Dow Chemical à rechercher et créer un meilleur pictogramme pour exprimer ce risque. Le logo devait répondre à six critères spécifiques, :
1. Attirer immédiatement l'attention
2. Être unique, clair et explicite
3. Être facilement reconnaissable et mémorisable
4. Être facilement dessiné
5. Être symétrique (pour pouvoir le reconnaître sous n'importe quel angle)
6. Être acceptable pour tous les groupes ethniques

Le premier critère exclut les logos employés par l'armée américaine et la Navy, le deuxième exclut celui utilisé par l'Union postale universelle, car le caducée est aussi employé dans divers domaines hospitaliers. Une expérience a donc été imaginée pour trouver quel pictogramme correspondrait le mieux. Charles Baldwin, un ingénieur responsable de l'équipe, déclara à propos du symbole souhaité :
« We wanted something that was memorable but meaningless, so we could educate people as to what it means. »
« Nous voulions quelque chose qui soit marquant mais dénué de sens, afin de pouvoir apprendre à tous sa signification. »
L'équipe a donc montré à 300 américains de plusieurs villes, 24 symboles différents. Dans ces 24 symboles, on pouvait trouver 6 logos spécialement dessinés dans le but de représenter un danger biologique et 18 autres symboles communs. Les participants devaient trouver le sens de chacun des pictogrammes. Une semaine plus tard, les mêmes participants furent confrontés aux mêmes 24 symboles, mais cette fois, mélangés à 36 autres. Le but était d’identifier quels symboles ils avaient vus une semaine auparavant.
Les résultats ensuite indiquèrent que le futur symbole international du danger biologique serait celui ayant le moins de signification mais dont les participants se rappelaient le plus. Il devint alors le symbole standard.

## Sécurité
Les produits biologiquement dangereux doivent être conditionnés et étiquetés conformément au référentiel règlementaire en vigueur et les normes SGS/CLP. Leur stockage et utilisation doivent aussi être contrôlés.[réf. nécessaire]
La règlementation distingue les classes de transport suivantes, définies par un code UN :
- UN 2814 (Substance infectieuse, affecte les humains) ;
- UN 2900 (Substance infectieuse, affecte les animaux) ;
- UN 3373 (Échantillon diagnostique ou Échantillon clinique ou Substance biologique, Catégorie B) ;
- UN 3291 (Déchets médicaux).

On utilise la classe de dangerosité 6, et une catégorie de danger biologique (1 pour des agents listés pour leur danger avéré -aussi nommée 'catégorie A', ou 2 pour des risques d'agents non inclus en A -aussi nommée 'catégorie B-).
Il y a aussi les produits classés CMR (ayant des effets Cancérigènes, Mutagènes ou Reprotoxiques).

## Niveaux de dangers biologiques
Le Centre de prévention et de contrôle des maladies des États-Unis a classé les maladies à différents niveaux de risque, le niveau 1 représente le risque minimum et le niveau 4 représente les risques extrêmes.
- Niveau 1 : Concerne les agents ne causant généralement pas de maladie chez l'adulte en bonne santé. À ce niveau, les précautions sur le matériel sont minimales, en général gants et protections faciales. Habituellement, le matériel contaminé est laissé dans une poubelle ouverte. La procédure de décontamination est similaire à toutes les protections contre les virus et bactéries fréquents (par exemple : se laver les mains avec un savon antibactérien, désinfecter toutes les surfaces exposées du laboratoire).

Exemples d'agents de niveau 1 : plusieurs types de bactéries dont le Bacillus subtilis, hépatite canine, Escherichia coli non pathogène, varicelle, tout comme quelques cultures cellulaires et d'autres bactéries non-infectieuses.
- Niveau 2 : Concerne les agents associés à des maladies humaines dont la transmission se fait par blessure percutanée, ingestion, ou exposition à une muqueuse.

Exemples d'agents de niveau 2 : hépatite B, hépatite C, grippe, maladie de Lyme, salmonelles, VIH, tremblante du mouton.
- Niveau 3 : Concerne les agents indigènes ou exotiques dont la contagion peut se faire par l'air et qui peuvent avoir des conséquences sérieuses voire mortelles.

Exemples d'agents de niveau 3 : anthrax, ESB, virus du Nil occidental, SRAS, tuberculose, typhus, fièvre jaune, les coronavirus.
- Niveau 4 : Concerne les agents dangereux ou exotiques avec un fort risque de décès et une transmission par l'air, ou les agents similaires dont le risque de transmission est inconnu. À ce niveau de danger biologique, l'utilisation d'une combinaison Hazmat est obligatoire. L'entrée et la sortie d'un laboratoire de niveau 4 contiennent de nombreuses douches de décontamination, une pièce sous vide, une pièce sous ultraviolet, et d'autres mesures de précautions pour détruire tout risque biologique. Des sas sont utilisés et sécurisés électroniquement pour éviter l'ouverture de plusieurs portes simultanément.

Exemples d'agents de niveau 4 : fièvre hémorragique bolivienne, maladie à virus Ebola ou à virus de Marburg, Hantavirus, fièvre de Lassa et autres maladies hémorragiques.
Les bâtiments contenant des agents de niveau i sont désignés, en français, par le terme « laboratoire Pi », pour « pathogène de classe i » (lire laboratoire P4) ou par le sigle NSB-i (pour « Niveau de Sécurité Biologique i »), et en anglais par le sigle BSL-i (pour BioSafety Level i).

## Biosécurité
La sécurité des laboratoires est essentielle pour prévenir les risques épidémiques ou pandémiques accidentels ou faire face à une éventuelle menace terroriste.
Plusieurs incidents ont néanmoins conduit à des fuites ou pertes de matériel biologique sensible.

## Dans la culture populaire

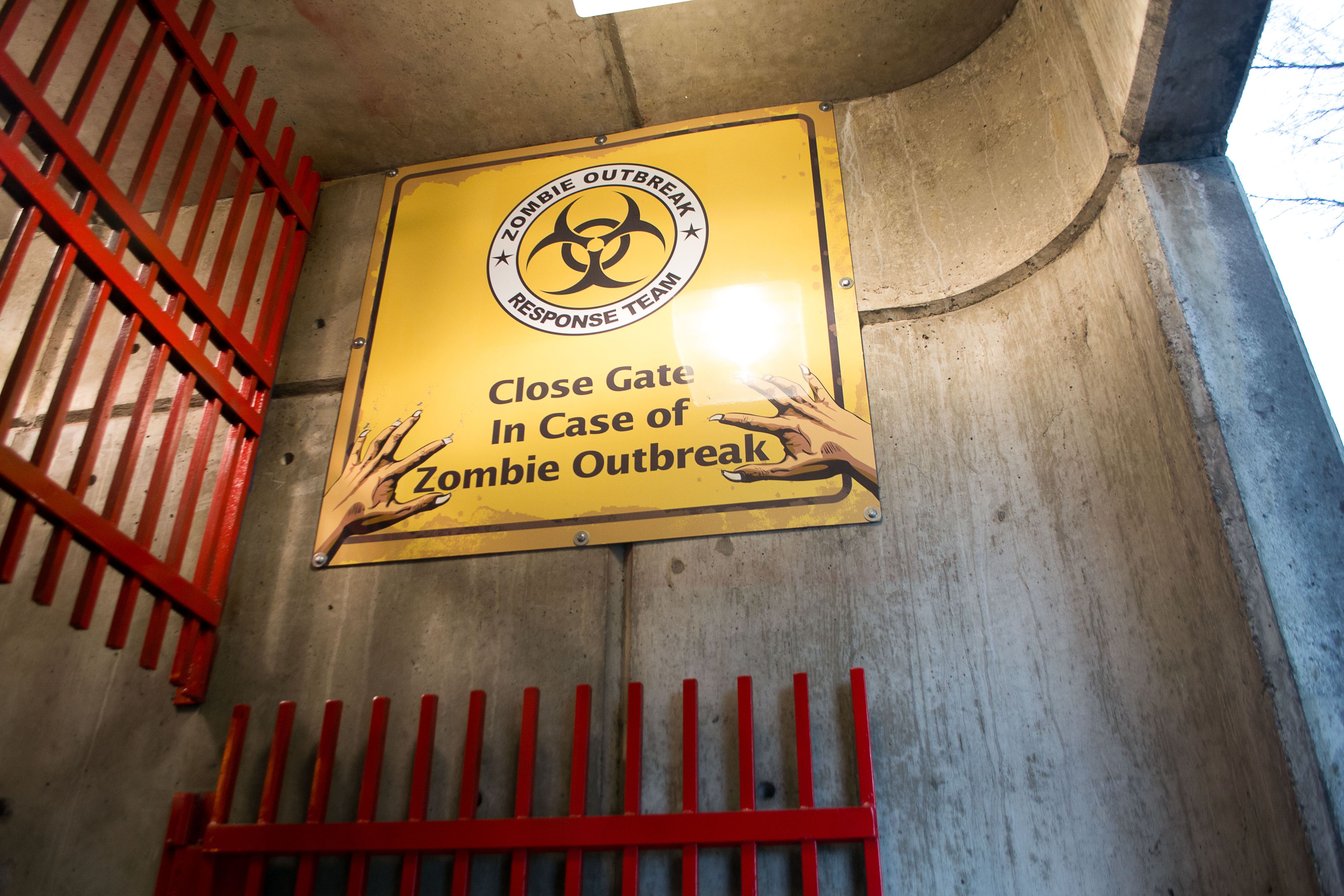
Panneau sur un stationnement public à Londres

La notion de danger biologique, notamment sous le terme anglais biohazard, ainsi que son symbole ☣ ont connu un succès particulier dans les jeux vidéo et l'industrie des loisirs. Les jeux de lutte contre la contamination se sont multipliés, avec notamment les œuvres dépeignant des invasions de zombies comme résultant d'une infection biologique.
- la franchise de jeux vidéo Resident Evil est connue en version originale (japonaise) sous le nom Biohazard. C'est pour des raisons de protection du nom aux États-Unis par Capcom que le nom Resident Evil a été imposé dans les pays occidentaux[5].
- chez Marvel ce symbole est le tatouage du mutant Ink qui lui permet de rendre ses adversaires malades.

Le symbole biohazard se retrouve ainsi souvent associé aux zombies dans la culture visuelle populaire.